# À fleur de toi (album)
Albums de Vitaa
Celle que je vois
(2009)
Singles
1. A fleur de toi
2. Ma sœur
3. Toi
4. Pourquoi les hommes ?

À fleur de toi, est le premier album de la chanteuse française Vitaa, sorti en France le 5 février 2007. Une réédition de l'album est sorti le 10 décembre 2007.
L'album s'est écoulé à plus de 400 000 exemplaires et a été certifié disque de platine en France et disque d'or en Belgique.

## Liste des titres
Toutes les chansons sont écrites et composées par Vitaa.
| No  | Titre                 | Auteur | Producteur(s)          | Durée |
| --- | --------------------- | ------ | ---------------------- | ----- |
| 1.  | Prélude               | Vitaa  | Elio, Bernard Arccadio | 2:00  |
| 2.  | À fleur de toi        | Vitaa  | Mounir Maarouf         | 4:21  |
| 3.  | Ma sœur               | Vitaa  | Pegguy Tabu            | 4:48  |
| 4.  | Pourquoi les hommes ? | Vitaa  | Mounir Maarouf         | 3:52  |
| 5.  | En chanson            | Vitaa  | Pegguy Tabu            | 4:09  |
| 6.  | Ton autre             | Vitaa  | Mounir Maarouf         | 3:47  |
| 7.  | Pour les miens        | Vitaa  | Mounir Maarouf         | 3:31  |
| 8.  | Un mec comme toi      | Vitaa  | Mounir Maarouf         | 4:04  |
| 9.  | Mon paradis secret    | Vitaa  | Mounir Maarouf         | 4:17  |
| 10. | J'oublierai tout      | Vitaa  | Mounir Maarouf         | 4:12  |
| 11. | Son propre ennemi     | Vitaa  | Mounir Maarouf         | 4:22  |
| 12. | Mon univers           | Vitaa  | Oz Touh                | 4:11  |
| 13. | Toi                   | Vitaa  | Mounir Maarouf         | 4:30  |
| 14. | J'y crois             | Vitaa  | Mounir Maarouf         | 4:04  |
| 15. | Le départ             | Vitaa  | Mounir Maarouf         | 5:53  |

### Réédition
| No  | Titre                                | Durée |
| --- | ------------------------------------ | ----- |
| 16. | Confessions nocturnes (feat. Diam's) | 5:05  |
| 17. | Pas cette fois (feat. Soprano)       | 5:05  |

## Charts
| Chart (2007)           | Meilleure position |
| ---------------------- | ------------------ |
| Belgique (Wallonie)    | 6                  |
| France                 | 1                  |
| France Téléchargements | 3                  |
| Suisse                 | 16                 |